# Maison, 15 rue Bourgmayer (Bourg-en-Bresse)
La maison au 15 rue Bourgmayer est une maison de Bourg-en-Bresse dans l'Ain.
Ernest Pinard y décède le 12 septembre 1909.

## Protection
L'escalier avec rampe en fer forgé fait l’objet d’une inscription au titre des monuments historiques depuis le 10 septembre 1947. 